# 臺灣美術展覽會
臺灣美術展覽會，簡稱為「臺展」，或稱作「灣展」，為臺灣第一個大型美術展覽會。時間自1927年至1936年共舉辦十回，主辦單位為台灣教育會，係隸屬於日本統治時期臺灣總督府文教局的外圍法人組織。1937年原預計轉由臺灣總督府舉辦但因中日發生廬溝橋事件（當時稱為「支那事變」）而停辦，1938年方由臺灣總督府舉辦第一回，至1943年共計六回，簡稱「府展」。

## 歷史
台展的最初構想，原本是一些在台的日本籍美術教師和一些美術愛好者所推動，原先希望是由民間來推動舉辦。當時的雜誌《台灣時報》曾刊出鹽月桃甫的文章，當中提及他與鄉原古統、石川欽一郎等人在台北新公園附近商討有關籌辦台灣美術展覽會事宜。不過當他們將此事向官方通報後，官方人士向他們表示想由總督府當局來主辦這場展覽會。後來台灣美術展覽會由台灣教育會主辦，名義上雖然是民間的法人，但其中的主要成員均為總督府的重要官員，因此台展其實是可以被視作帶有殖民地當局品味的官方展覽活動。
政府想要介入美術展覽活動，自有其重要的政治意涵。台展由台灣教育會主辦，可以知道對殖民當局而言，展覽會是一種教育手段。文教局長石田英彥於第一屆台展前即著文提及：「為島民提供嗜好與鼓吹其興趣。」可以知道這是「提升」台灣人民水準品味的方式，更清楚的說，即是某種「同化」的方法。透過美術展覽會的舉辦，宣傳日本品味及日本審美觀念，是台灣人能「訓化」成能為母國所用之民，亦是向國際宣揚殖民地政績的一個重要方式。
展覽分為東洋畫部、西洋畫部兩個部門。

### 東洋畫部

#### 第一屆(1927年/昭和2年)
特選：村上英夫〈基隆燃放水燈圖〉
審查員：木下靜涯、鄉原古統
無鑑查：萩谷秋琴、須田安洲
許多原先頗負盛名的畫家都遭落選的命運，如蔡雪溪、呂鐵州、李學樵、國島水馬。臺籍畫家中，只有當時年輕且沒沒無聞的陳進、林玉山、郭雪湖三人入選，史稱「臺展三少年」。造成這樣的現象，審查員木下靜涯指出參展作品中像是「擦筆肖像畫」、「隨便一筆帶過的蘭花、竹子、達摩」、「從《芥子園畫譜》抄襲而來」這樣的作品是無法入選的。實際上就是反對臺灣漢文化系統的傳統水墨臨摹的風氣，而鼓勵寫生的新藝術觀念。但謝里法認為入選作品中，像是鷹取岳陽、伊坂旭江，甚至是臺籍的郭雪湖，也都有臨摹仿作的成分。
因此，憤憤不平的落選畫家們，在中治稔郎的發起下，於臺灣日日新報社三樓舉行落選展。希望激起輿論的力量，對評審的結果進行反擊。其中呂鐵州的〈百雀圖〉甚獲好評，使得主辦臺展的臺灣教育會遭到各界猛烈的抨擊。
本屆獲得特選的〈基隆燃放水燈圖〉，展現臺灣本土風俗，但其形式風格則明顯屬於日本浮世繪的延伸。其他如須田安洲的〈涼爽的傍晚〉、常久常春的〈百蝶亂舞〉，都顯現日本畫線描、細膩、塗重於染的特性。

#### 第二屆(1928年/昭和3年)
特選：郭雪湖〈圓山附近〉、陳進〈野分〉
審查員：木下靜涯、鄉原古統、松林桂月
無鑑查：村上無羅(英夫)、鄉原古統、木下靜涯、松林桂月
邀請了日本國內出身圓山四條派南畫系統的名畫家松林桂月來擔任評審。松林鼓勵畫家們要能夠完成真正屬於臺灣的鄉土藝術。這一點在日後數屆一直被不斷地強調。
郭雪湖一改上屆傳統山水畫的風格，以膠彩搭配細密描繪的風格，呈現華麗的名作〈圓山附近〉。此作承襲上屆鄉原古統的作品〈南薰得(綽)約〉的巧密、全幅填滿的構圖，穠麗的敷色。〈圓山附近〉一出，蔚為風潮，也是日後臺北畫壇形成「雪湖派」的原因。
這一屆臺籍畫家以寫生的風格大量入選。來自臺南的民間畫師潘春源，以〈牧場所見〉展現驚人的寫實功力。潘氏並未接受過學院的美術教育，但早先已經以擅長肖像畫成名。
傳統山水的作品仍然有獲得入選的例子，像是徐清蓮的〈八獎溪〉。

#### 第三屆(1929年/昭和4年)
特選：呂鐵州〈梅〉、郭雪湖〈春〉、陳進〈秋聲〉
審查員：木下靜涯、鄉原古統、松林桂月
無鑑查：陳進、郭雪湖、木下靜涯、鄉原古統
本屆最受注目的畫家當屬在第一屆時以〈百雀圖〉慘遭落選，卻在落選展中贏得讚譽的呂鐵州。受到在第一屆落選的激勵，呂氏前往日本京都隨名畫家福田平八郎習畫，畫風由原本的傳統水墨轉向以膠彩進行客觀寫實描繪。他的花鳥畫形象力求準確，但花、葉造形銳利、具裝飾風格的平面化，塗染漸層呈現理想化的秩序感。可說在自然主義與理想主義間取得很好的平衡。
郭雪湖的〈春〉仍然是延續之前的巧密畫風。郭雪湖的老師蔡雪溪經歷了前兩屆的落選，毅然放下身段向郭雪湖請教，在此屆也以〈秋之圓山〉獲得入選，蔚為佳談。施玉山的〈朝天宮之祭〉沿用頗受歡迎的民俗活動題材，並且以特殊的遠近表現，和摩登事物的描繪，受到相當的注目。林玉山的〈周濂溪〉則是少數採用傳統水墨的作品。對於傳統水墨的作品越來越少的情形，審查員松林桂月提出呼籲，應該重視南畫表現個性的傳統，勿因入選之考量，而無視個人人格之發揮。

#### 第四屆(1930年/昭和5年)
特選臺展賞：林玉山〈蓮池〉
臺展賞：郭雪湖〈南街殷賑〉
臺日賞：蔡媽達〈姊妹弄唵蝶〉
特選：陳進〈年輕的日子〉(若き日)
審查員：木下靜涯、鄉原古統、勝田焦琴
無鑑查：呂鐵州、木下靜涯、陳進、鄉原古統、勝田蕉琴、郭雪湖
對臺灣東洋畫而言，這一屆象徵著新的階段。首先，展覽的給獎制度在特選外增設臺展賞、臺日賞。接著，鄉原古統提出「臺展型」、「異於臺展型」兩種概念。針對前者，鄉原認為：「臺展的東洋畫，逐漸的形成了『臺展型』，這在會場上普遍可以看到。林玉山的〈蓮池〉與陳進的〈年輕的日子〉是此臺展型正統的特優者......」而對於後者，則主要對於蔡媽達的〈姊妹弄唵蝶〉而評論：「...作者到北京學畫，所以遠離臺展型，另具特異的風格。」由此可見，會場已逐漸形成主流的藝術風格。
實際上，鄉原對「臺展型」的描述，可能感性抒發多於風格分析。因為林玉山的〈蓮池〉和陳進的〈年輕的日子〉風格上並沒有太多的相同。前者屬於宋代丹青畫的風格，並加上日本畫常有的金地技法。後者則是純日本風格的美人畫。而這類的畫作是否真如鄉原所說「在會場上普遍可以看到」呢？答案也不盡正確。如果從往後數屆的畫作內容，以及藝評對「臺展型」一詞的詮釋，鄉原─郭雪湖一系的巧密畫風才是臺展東洋畫部的會場主旋律。鄉原所述的「臺展型」特徵，主要應該只有寫生的創作態度，以及明亮平塗的用色。
本屆有幾件傳世名作。除了林玉山的〈蓮池〉為國立臺灣美術館的重大典藏外，郭雪湖的〈南街殷賑〉和鄉原古統的〈臺灣山海屏風〉也為臺北市立美術館所典藏。〈南街殷賑〉是本屆名俗活動題材的代表作，郭雪湖將他的巧密畫風應用在大稻埕近代都市風情的描繪上，頗具新意。畫中反映的富足、樂利的意象，也為後殖民主義理論的研究者所關注。郭雪湖的老師蔡雪溪在這屆的作品〈扒龍船〉也是類似的作品，其內容還刻意呈現了當時臺灣的多種族群。
具特異風格的作品，除了蔡媽達的〈姊妹弄唵蝶〉外，徐清蓮的〈春宵〉也不能忽視。這件作品採用「唐風山水法」，結合中國南宗山水的構圖與意境，以及日本畫的細密描繪和圖案化造形。這樣的風格，在當時台灣並不常見，反而在日本本土較多。呂鐵州的〈林間之春〉頗有日本文展名作下村觀山的〈樹間之秋〉與菱田春草的〈落葉〉之味道，也是獨樹一格的作品。

#### 第五屆(1931年/昭和6年)
臺展賞：呂鐵州〈後庭〉、郭雪湖〈新霽〉
臺日賞：黃靜山〈花〉
審查員：木下靜涯、鄉原古統、池上秀畝、矢澤弦月
無鑑查：林玉山、鄉原古統、池上秀畝、陳進、木下靜涯
與前一屆相比，這一屆的東洋畫部算是較為平淡，藝術批評也較不熱烈。呂鐵州、郭雪湖都以一貫的風格，用更成熟洗練的姿態獲得臺展賞。呂鐵州的〈後庭〉以理想的形態、優異的布局，將臺灣鄉土花鳥呈現出來。郭雪湖的〈新霽〉仍是巧密畫風，但造形稍有簡化，線描感也比較淡。從第二屆至本屆，郭雪湖每屆都獲得大獎。受其畫風影響的畫家，包括蔡雪溪、蔡文華、蔡永(雲巖)、蔡九五(秉乾)、謝永火、紀秀真等人。所謂的「雪湖派」，已是臺展東洋畫部中占有一席之地的力量。
林玉山的〈朱欒〉具有悠閒的野趣，與上屆〈蓮池〉的華麗感相比，形成很大的對比。蔡媽達(文輔)的〈詩女花落〉，亦是鄉土感十足的作品，並且抓住瞬間的人物動態。臺南的民間畫師系統這次也有很好的成績。黃靜山以〈花〉獲得臺日賞，潘春源的〈婦女〉將當時的土洋融合的室內格局、風塵女子的衣飾、容姿作寫實、細密的描繪。潘春源之子潘麗水(雲(雪)山)的作品〈畫具〉，是一幅寫實的靜物畫，題材十分新穎，具有強烈的時代性。出身嘉義的周雪峰的〈朝趣〉氣氛恬適，遠近處理十分優秀。

#### 第六屆(1932年/昭和7年)
特選臺展賞：呂鐵州〈蓖麻與軍雞〉、林玉山〈甘蔗〉
特選臺日賞：郭雪湖〈薰苑〉
審查員：木下靜涯、鄉原古統、結城素明、陳進
無鑑查：呂鐵州、陳進、郭雪湖、木下靜涯、鄉原古統、結城素明
呂鐵州的〈蓖麻與軍雞〉以其一貫的植物描繪風格，右邊置一體型放大的公雞，使得畫面瀰漫著澎湃的氣魄。林玉山的〈甘蔗〉畫出母雞與小雞在甘蔗園中行走，延續野趣風格。郭雪湖的〈薰苑〉描繪的是板橋林家花園，仍然是巧密畫風。
本屆最大的特色是許多女畫家參展，例如林阿琴、周紅綢、陳雪君、彭蓉妹、謝寶治、邱金蓮。她們都是出身臺北第三高女的學生，師從鄉原古統。這些作品都是畫單株植物，畫風和鄉原相當接近，用線條去突出色面。同樣受鄉原影響的巧密畫風，除了〈薰苑〉以外，還有施玉山的〈秋色〉、蔡雲巖的〈秋晴〉、清水雪江的〈谷間のにしき(谷間錦緞)〉。但是在這屆當中，巧密畫風已被藝術評論所攻擊。臺灣日日新報中的評論稱它「會場藝術(迎合展覽風氣所創作的作品)」、「與洋畫構圖接近」、「巨幅密填」，並以「臺展型」名之。「臺展型」一詞自第四屆出現後，到了本屆不但被賦予不同的意義，也成了藝評中帶有負面意涵的形容詞。藝評家溪歸逸路直指臺展已經僵化、必須改革，否則將許多人不願參加。
郭雪湖除了〈薰苑〉以外，尚有一作〈朝霧〉。此作不同於巧密畫風，以灑脫的線條為重點。線條不再為襯托色面而存在，樹葉也非一片片畫成。潘春源的〈武帝〉，是畫關公與周倉之像。在前面幾屆，這種畫像是被當作按畫譜去畫而要被淘汰的，但這次卻獲得入選了。
日籍畫家依舊在大獎方面沒有斬獲，但已經出現數件風格特別的優秀作品。例如村上無羅的〈林泉廟丘〉平面化、造形化，與土田麥僊在1924年創作的〈舞妓林泉〉相當類似。宮田彌太郎的〈飛泉震撼〉明暗表現及良好布局。秋山春水的〈深山之朝〉運用遠近安排來營造意境。這些作品都只能入選而無法得獎，顯現展覽的美感趣味之狹窄。

#### 第七屆(1933年/昭和8年)
臺展賞：呂鐵州〈南國(園)〉
特選臺日賞：陳敬輝〈路途〉
特選朝日賞：村上無羅〈滿洲所見〉
特選：林玉山〈夕照〉、村澤節子〈扮家家酒〉、不破周子〈水邊〉
審查員：木下靜涯、鄉原古統、結城素明、陳進
本屆起廢除無鑑查資格，但審查員仍享有直接展出的權利。除此之外，本屆又增設了朝日賞。
睽違六屆，日籍畫家在本屆終於又獲得大獎。村上無羅一改上屆簡化的趨向，以寫實風格的多幅合一作品〈滿洲所見〉獲朝日賞。相形之下，村澤節子的〈扮家家酒〉的造形較為平面化，重視線條的表現力，並且洋溢著生活趣味。不破周子的〈水邊〉是理想化的熱帶植物描繪，屬於典型的日本風格花鳥畫。不過，大體而言，上屆那樣的大膽創新已不復見。
漢、和風的差異在本屆十分突出。與日籍畫家相對的，是部分傳統水墨山水作品。潘春源捨棄前幾屆的堅實造形作風，以傳統水墨〈山村曉色〉入選。而從這一屆以後，他也不再參加臺展。朱芾亭的〈宿雨收〉也是典型的南宗繪畫。徐清蓮的〈秋山蕭寺〉沿襲他之前的「唐風山水」，日本風味較濃，但與臺展中日籍畫家的表現頗有差異。

陳敬輝的〈路途〉顯現畫家受日本學院的影響。他畫出臺灣都市婦女活動的情形，卻摒除了街景的描繪，只用一淺深度的地面來代表道路。這種無限深度法的應用，正是古典東方人物畫得一大特色。郭雪湖的〈寂境〉堪稱本屆最大膽的作品，也是他逐步脫離巧密畫風，進行多種藝術試驗的開始。此作純用水墨，並且搭配壁紙的紋理，使整幅畫面都瀰漫著特殊的氣氛。

#### 第八屆(1934年/昭和9年)
特選臺展賞：盧雲友〈梨子棚〉、秋山春水〈谿間之春〉
臺日賞：高梨勝瀞〈蔬菜園〉
特選朝日賞：石本秋圃〈母親肖像〉
審查員：松林桂月、鄉原古統、木下靜涯、陳進
自此，臺展成熟期的風格幾乎已經確定。上一屆獲得臺展賞的呂鐵州〈南國〉、臺日賞的陳敬輝〈路途〉，以清楚呈現的構圖表現寫生所得，有別於郭雪湖式的全幅充塞的華麗風。本屆這個風格路線由嘉義畫派的盧雲友所繼承，將他在壺仙花果園寫生的植物單株清楚呈現。
高梨勝瀞的〈蔬菜園〉非常受到媒體與藝評的矚目，因為這幅畫的畫面約有三分之二留白，樹木也用寫意的筆法畫出，但近景的蔬菜卻一顆顆地清晰描繪，將南畫與巧密兩種截然相反的風格融合在一起。
全幅充塞的華麗風格在本屆由秋山春水所延續，並且也受到主題清楚呈現的潮流影響。他本次畫的是一位原住民女子，頭頂陶壺，面貌正面清楚示人，面貌刻意強調原住民深邃的五官。背景是山林的植物，細密地充滿整幅畫。
其餘名家的作品當中，郭雪湖繼續他的南畫實驗，皆以墨線的表現為主。陳進的〈野邊〉表現野外的親情互動，陳敬輝的〈製麵二題〉畫出鄉村農家工作的情形，都是「地方色彩」的成熟表現。鄉原古統繼續創作其〈臺灣山海屏風〉，這次以臺灣山林為描繪對象，風格仍然是用筆墨細密地描繪。有南畫之名，卻難說有南畫之實。而松林桂月的〈葡萄〉則用墨線與暈染變化來構成，且畫面疏朗，允稱南畫精品。
一向沒有參與臺展的肖像名家羅訪梅這次也小露身手，但卻不是畫人物畫，而是畫虎，非常唯妙唯肖。最特異的作品則當屬宮田彌太郎的〈待宵草〉。這件作品是畫市井之中娼妓攬客的情形，是東方繪畫不常出現的題材。造形採用朦朧體的輪廓，加強畫面浪漫而又詭譎的氣氛。

#### 第九屆(1935年/昭和10年)
特選臺展賞：秋山春水〈出草〉、黃水文〈海檬果〉
臺日賞：呂鐵州〈蘇鐵〉
朝日賞：郭雪湖〈戎克船〉
特選：村上無羅〈旗尾山〉
審查員：荒木十畝、川崎小虎、鄉原古統
本屆臺展與臺灣博覽會一起舉辦，所以不少畫家創作了應景之作，而這些作品也比較受矚目。
野村誠月的〈新晴〉以改建好不久的明治橋為場景，上面有持傘閒逛的婦女、拿著相機拍照的男子，呈現富足進步的意象。背景是圓山上的臺灣神社，也代表臺灣已成為天皇成功統領之地。這件作品可說是傳達日本殖民功績的代表作品。表現現代化意象的作品還有白子修二郎的〈曼陀鈴〉、穎川志青的〈加油站〉、陳永森的〈清澄〉、陳進的〈手風琴〉、石本秋圃的〈老師的肖像〉。這些作品不一定是為了迎合臺灣博覽會的氣氛，其實當時日本內地的官展也流行這類摩登的題材，臺展畫家也有可能是對其加以模仿。
秋山春水將原住民的出草當作創作題材，同樣也可能是因應臺博展的考量。畫中將當時原住民已消失(但消失未久，霧社事件仍存於人們記憶中)的傳說活動為題，且刻意展現原住民強健的體魄，可說是將日本人對原住民的扁平化印象清楚呈現。這樣的效果也可見於郭雪湖的〈戎克船〉。此類帆船對日本人來說也是臺灣印象的其中之一，且畫家不是將它當作風景的一部份，而是將整艘船佔滿全幅，將船隻的細節一一呈現，像是模型圖一般。
其餘的重要作品中，黃水文的作品延續前一屆盧雲友的風格，同樣是嘉義畫派的植物寫生。鄉原古統的〈臺灣山海屏風〉這次的主題是太魯閣的激流。宮田彌太郎的〈女誡扇綺談〉是取自佐藤春夫的小說。由於他對插畫、版畫的興趣，其作品已開始與文學結合，浪漫主義的色彩愈加濃厚。

#### 第十屆(1936年/昭和11年)
特選臺展賞：張秋禾〈斜照〉、丸山福太〈小春〉
臺日賞：村澤節子〈綠陰〉
特選朝日賞：高梨勝瀞〈竹林田家〉
特選：宮田彌太郎〈莫愁〉、陳敬輝〈餘韻〉
審查員：結城素明、村島酉一、木下靜涯
在臺灣東洋畫界居祭酒地位的鄉原古統於這一年三月離臺返日，所以這屆臺展算是一個新階段的開始。和有在臺北第三高女任教且組織數個民間畫會的鄉原相比，木下靜涯在東洋畫界的權威性顯然稍遜一籌。
後來改名為李秋禾的張秋禾以塞滿全幅的花鳥獲得特選臺展賞的最高榮譽。至此已連續三屆由三位嘉義畫家(盧雲友、黃水文、張秋禾)奪得這個殊榮，日治時期諸羅畫派建立的「嘉義為畫都」形象可謂確立。
高梨勝瀞的農村仍然是近景綿密寫實，遠景暈染簡潔的風格，在當時頗受好評。郭雪湖的〈風濤〉初顯造形化的趨勢，尤其他用醒目的線條加強這樣的印象。呂鐵州的〈村家〉是他對風景畫的試驗，置於風景之中的植物畫得未盡理想。
摩登主題仍然相當受到歡迎。例如陳進的〈樂譜〉、林玉山的〈朝〉、野村泉月的〈秋天的旋律〉、謝永火的〈焦炭窯〉......等，皆表現現代化的生活與象徵。其中陳進的這件作品，得到當時記者野村幸一的讚許，並為其寫〈陳進論〉。
從第一屆臺展即一直連續入選，且常推出特異作品的宮田彌太郎，這次終於獲得特選榮譽。他這次的〈莫愁〉和以前的入選作品相比，人物形體描繪反而較為不正確。畫中的女子身體被拉長，而且過瘦而略顯彆扭，較接近文學插畫中戲劇化、浪漫化與頹廢化的表現。
為了紀念臺展十週年，11月3日舉行臺展祝賀會，主要用來表揚十屆臺展均有入選的畫家。東洋畫部獲得此表揚的有：陳進、林玉山、郭雪湖、村上英夫、宮田彌太郎。

## 會場
第一回至第三回在樺山小學校大禮堂（原址現為消保處），第四回在臺灣總督府舊廳舍（今臺北市中山堂），第五回至第十回在台灣教育會館。

## 賞
由審査委員選出。
- 特選 - 最優秀賞
- 推薦
- 台展賞
- 台日賞 - 台灣日日新報社提供
- 朝日賞 - 大阪朝日新聞社提供

## 相關項目
- 台灣藝術
- 臺灣總督府美術展覽會
- 帝國美術展覽會

## 外部連結
- 台灣美術展覽會資料庫 （页面存档备份，存于）
- 臺展 （页面存档备份，存于）, 臺灣大百科全書, 中華民國文化部
- 黃敏唐. . 中華民國文化部.   [2012-01-27]. （原始内容存档于2021-04-06）.
- 臺灣美術展覽會
- 第二回臺灣美術展覽會圖錄